# Rövidszárnyú gömbölyűfejű-delfin
A rövidszárnyú gömbölyűfejű-delfin (Globicephala macrorhynchus) az emlősök (Mammalia) osztályának párosujjú patások (Artiodactyla) rendjébe, ezen belül a delfinfélék (Delphinidae) családjába tartozó faj.

## Előfordulása
A rövidszárnyú gömbölyűfejű-delfin egyaránt megtalálható a trópusi és mérsékelt övi vizekben. Élőhelye az Atlanti-, Indiai- és Csendes-óceán és azok tengerei. Az Atlanti-óceán nyugati részén és délen a két faj elterjedési területe fedi egymást. A Csendes-óceán keleti részén körülbelül 150 000 rövidszárnyú gömbölyűfejű-delfin él, míg ugyanez az óceán nyugati részén és Japán partjainál körülbelül 30 000 állat van ugyanebből a fajból.

## Megjelenése
A hím testhossza legfeljebb 6,5 méter, a nőstényé 4,2 méter. A hím testtömege 3000 kilogramm, a nőstényé 1200. A cet fénylő, fekete bőrén egyetlen fehér csík húzódik hosszában a hasán. A rövid, sarló alakú hátúszó a tövénél kiszélesedik. A cet visszhangos bemérőrendszere a dinnye formájú, duzzadt homlok mögött helyezkedik el. Az állat ennek segítségével, saját visszaverődő hangja alapján határozza meg a zsákmány helyét. Az orrlyuk az egyetlen nyílás, amelyen át a cet lélegzik, amikor lemerülés után visszatér a víz felszínére. A kilehelt felhő főként vízpárából és a légcső körül elhelyezkedő mirigyek olajcseppjeiből áll. Mindkét hosszú, sarló alakú mellső úszó csúcsban végződik. Az állatnak csak 30-40 foga van, ettől eltérően a palackorrú delfinnek (Tursiops truncatus) akár 120 foga is lehet.

## Életmódja
Az állat társas lény, általában körülbelül 10-30 fős csoportban jár, de néha a csoportok akár 100 vagy ennél is több állatból állhatnak. Az állatok nagyon aktívak és sokszor csapkodják a víz felszínét a farkukkal vagy ki-ki emelkednek a vízből „kémkedni”. Tápláléka tintahalak és halak. A kifejlett állatnak naponta 35-45 kilogramm táplálékra van szüksége. Legfeljebb 50 évig élhet.

## Szaporodása
A hím 11-12 éves korban, a nőstény körülbelül 6 évesen éri el az ivarérettséget. A párzási időszak egész évben tart. A vemhesség 11-16 hónapig tart, ennek végén 1 borjú születik. A borjú a víz alatt, farkával előre jön a világra. Anyja az ellést követően azonnal feltuszkolja a víz felszínére, hogy lélegzetet vegyen. Az újszülött borjak testtömege 100 kilogramm. A cet tejének zsírtartalma 40-50%-os. A borjú 15-20 hónapon át szopik.

## Neve
A rövidszárnyú gömbölyűfejű-delfint John Edward Gray írta le, 1846-ban, de csak egy csontváz alapján. Gray úgy gondolta, hogy az állatnak nagy csőre volt, emiatt adta neki a macrorhynchus tudományos nevet. A macrorhynchus magyarul „nagy csőr”-t vagy „hosszú csőr”-t jelent.

## Rokon fajok
A rövidszárnyú gömbölyűfejű delfin legközelebbi rokona és a Globicephala cetnem másik faja a hosszúszárnyú gömbölyűfejű-delfin (Globicephala melas).